# Schiedam Centrum
Schiedam Centrum – największy dworzec kolejowy w Schiedam, w prowincji Holandia Południowa. Posiada 3 perony do obsługi pociągów i 2 do obsługi metra.